# Primarni glaukom otvorenog kuta
Primarni glaukom otvorenog kuta je glaukom  uzrokovan blokadom u trabekularnom sustavu na mjestu gdje se sobna vodica drenira iz oka. Budući da su ti mikroskopski prohodni putevi blokirani, stvara se pritisak u oku koji uzrokuje vrlo neprimjetan i postupan gubitak vida. Prvo je zahvaćen periferni vid, ali ako se ne liječi postupno će utjecati i na potpuni gubitak vida. Dijagnoza se utvrđuje prisutstvom oštećenja očnog živca. Cilj liječenja je oslobađanje tekućine otvaranjem uveoskleralnih puteva, na koje djeluju agonisti prostaglandina. Beta blokatori kao sto je timolol, djeluju tako da smanjuju proizvodnju sobne vodice. Inhibitori karboanhidraze smanjuju bikarboniranu tvorbu iz cilijarnih procesa u oku, smanjujući tako formiranje sobne vodice. Parasimpatički analozi su lijekovi koji djeluju na trabekularni protok otvaranjem puteva i konstrikcijom pupila. Alpha 2 agonisti (brimonidin, apraklonidin) smanjuju proizvodnju sobne vodice (inhibicijom AC-a) i povećavaju drenažu.
|  | Molimo pročitajte upozorenje o korištenju medicinskih informacija. Ne provodite liječenje bez savjetovanja s liječnikom! |